# Giraldo (kommun)
Giraldo är en kommun i Colombia.   Den ligger i departementet Antioquía, i den nordvästra delen av landet, 300 km nordväst om huvudstaden Bogotá. Antalet invånare är 4 188. Arean är 96 kvadratkilometer.
Terrängen i Giraldo är bergig norrut, men söderut är den kuperad.